# Carl Nelson
Carl August Erik Nelson, född 13 september 1899 i Stockholm, död där 25 mars 1985, var en svensk filmproducent, kompositör, affärsman och biografägare.

## Producent
- 1945 – Bröderna Östermans huskors
- 1946 – Begär
- 1946 – Bröllopet på Solö
- 1947 – Ingen väg tillbaka
- 1947 – Lata Lena och blåögda Per